# Jolanta Czaplińska
Jolanta Czaplińska-Serkowska (ur. 27 stycznia 1937 w Milanówku, zm. 10 maja 2016 w Warszawie) – polska aktorka teatralna i filmowa.

## Życiorys

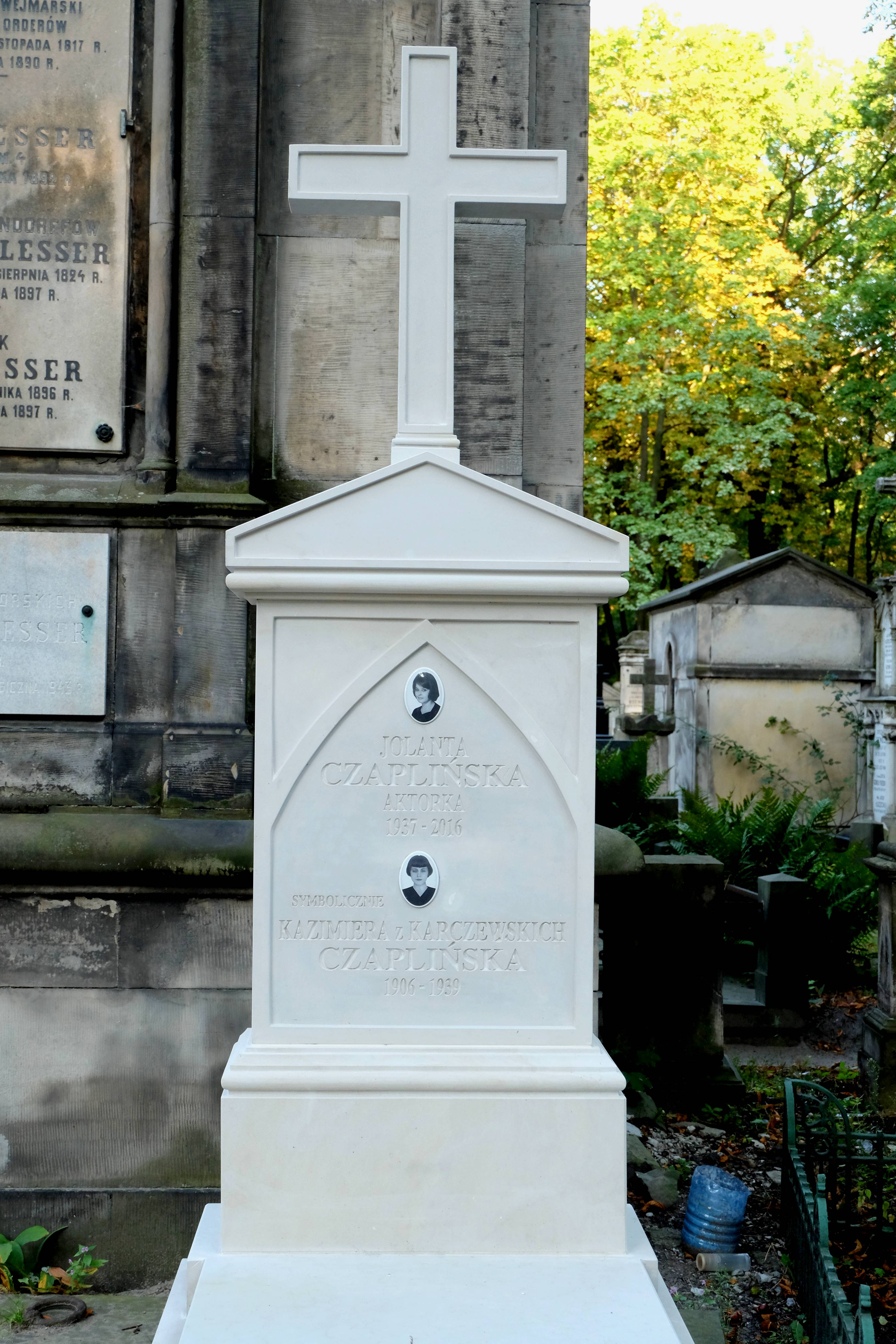
Grób Jolanty Czaplińskiej na cmentarzu Powązkowskim w Warszawie

Córka Tadeusza i Kazimiery z domu Karczewskiej. Absolwentka Państwowej Wyższej Szkoły Teatralnej w Warszawie z 1957; po jej ukończeniu została aktorką Teatru Polskiego w Warszawie.
Zadebiutowała 30 września 1957 w „Zemście” w reżyserii Bohdana Korzeniewskiego i Antoniego Bohdziewicza.
Później wystąpiła m.in. w serialach „Chłopi”, „W labiryncie” i „40-latek. 20 lat później” oraz w komedii „Galimatias, czyli kogel-mogel II”.
Była żoną Janusza Serkowskiego. Zmarła 10 maja 2016 roku. Została pochowana na warszawskich Starych Powązkach.

## Role
| - 1956: Zemsta jako Rózia, pokojówka Podstoliny - 1961: Kwiecień jako radiotelegrafistka - 1962: Między brzegami jako kobieta rozmawiająca przez telefon - 1964: Nieznany jako Sonia - 1972: Chłopi - 1978: Wśród nocnej ciszy jako Piretowa, matka Bernarda - 1984: Pan na Żuławach - 1986: A żyć trzeba dalej jako wdowa - 1987: Rzeka kłamstwa - 1988 - 1990: W labiryncie - 1989: Galimatias, czyli kogel-mogel II jako sąsiadka Solskiej - 1990: Jan Kiliński jako dama - 1991: Rozmowy kontrolowane - 1992: Sprawa kobiet, (fr. Le Violeur Impuni) jako kobieta w księgarni Sylvie - 1993: Skutki noszenia kapelusza w maju - 1993: Czterdziestolatek. 20 lat później jako sąsiadka willi Hurt-Polu - 1995: Sukces jako robotnica w zakładach w Spychowie - 1996: Kratka jako kierowniczka kawiarni - 1997: Boża podszewka− jako dama - 1997: Bandyta |  | - 1959: Płomienie - 1961: Wszyscy jesteśmy geniuszami - 1962: Pies ogrodnika - 1966: Szwejk na tyłach - 1968: Yerma - 1969: Burza jako Głasza - 1978: Przed ślubem jako Antosia - 1978: Osobne stoliki jako Mabel - 1978: O wpół do jedynastej wieczór, latem - 1980: Burza jako Głos - 1981: Pierścień Wielkiej-Damy czyli: Ex-machina-Durejko - 1984: Elżbieta, królowa Anglii - 1990: Przerwa w podróży - 1990: Drugie życie jako kobieta - 1991: Kolejka - 1991: Kean - 1992: Nieporównany Crichton - 1992: Nieboskie stworzenie - 1997: Dziady |

## Odznaczenia
- Złoty Krzyż Zasługi (1993)[8]
- Medal 40-lecia Polski Ludowej (1986)
- Odznaka „Zasłużony dla Teatru Polskiego w Warszawie" (1988)